# Tetracanthagyna brunnea
Tetracanthagyna brunnea – gatunek ważki z rodziny żagnicowatych (Aeshnidae).